# Raining Blood
A Raining Blood ("Véreső") az amerikai Slayer thrash metal együttes egyik dala, amely az 1986-os Reign in Blood lemezükön található. A szám a zenekar leghíresebb művének számít. 4 perc 14 másodpercig tart. A Slayer két tagja, Jeff Hanneman és Kerry King gitárosok írták meg a dalt. A cím szójáték, ugyanis az angol nyelvben egyes szavaknál (például az "ing"-re végződő szavaknál) a "g" betű néma, nem ejtik ki, így a dal címét ugyanúgy kell ejteni, mint az album címét. A szám több tévéműsorban, filmben és videójátékban is elhangzott (például a 2002-es Grand Theft Auto: Vice City játékban is). A Slayer minden turnéján előadja ezt a művet, sokan magával a Raining Blooddal azonosítják az együttest. Több előadó is feldolgozta a dalt.